# A Sagrada Família (James Collinson)
A Sagrada Família é uma pintura a óleo sobre tela da Sagrada Família do artista pré-rafaelita James Collinson. A pintura data de 1878, quando o artista vivia na Bretanha. A cidade ao fundo pode ser Saint-Malo.
A cena é de Jesus como uma criança, com seu pai terreno José e sua mãe Maria. A cena específica não aparece nos Evangelhos Bíblicos, mas tem muitos precedentes na arte renascentista. A pomba normalmente representa o Espírito Santo, que assumiu essa forma no batismo de Jesus.
A descrição extremamente detalhada da flora em crescimento é bastante comparável ao trabalho pré-rafaelita de Collinson e difere de suas outras pinturas desse período.